# 法定得票
法定得票是指候選人至少要得到一定比例票數方可當選。

## 概要
單一選區為領先者當選的制度中，只要獲得相對多數就可當選，大選區制也是要前幾位亦可當選，但是往往會出現當候選人太多的時候，得票率很低者也會當選的現象。因此有法定得票的門檻，候選人至少要得到一定比例票數方可當選，以及可能的一定投票比率，以確定選舉的公正性質。複數選區也會有類似情形，但是因為每張選票通常只可以投一個候選人（單記不可讓渡投票），所以此門檻通常會除以應選人數。
而日本具有雙重提名，眾議院需至少得票率六分之一方可當選，不到十分之一時失去雙重提名資格。法定得票若達不到，最多票者也不會當選，其結果為不是缺額就是進行補選，日後出缺也未必會遞補上。
在日本地方選舉或其他國家類似選舉時常會發生。

## 中華民國（臺灣）
公職人員選舉罷免法第70條規定：候選人數未超過或不足各該選舉區應選出之名額時，以所得票數達下列規定以上者，始為當選。
區域立法委員、直轄市長、縣（市）長、鄉（鎮、市）長、原住民區長選舉，為各該選舉區選舉人總數百分之二十。
原住民立法委員、直轄市議員、縣（市）議員、鄉（鎮、市）民代表、原住民區民代表選舉，為各該選舉區應選出之名額除該選舉區選舉人總數所得商數百分之十。
後續遞補時，得票率也不得低於最低票當選者二分之一。

## 日本
| 選舉                 | 法定得票            |
| -------------------- | ------------------- |
| 眾議院小選舉区（*1） | 有效票數/6          |
| 眾議院比例代表       | （沒有）            |
| 參議院選舉区         | 有效票數/議員定數/6 |
| 參議院比例代表       | （沒有）            |
| 都道府縣知事         | 有效票數/4          |
| 都道府縣議會議員     | 有效票數/議員定數/4 |
| 市町村長             | 有效票數/4          |
| 市町村議員           | 有效票數/議員定數/4 |

（*1）：眾議院在中選舉區制時代時，眾議院為現今的地方議会水準進行。議員定數為該選區應該當選的人數。
眾議院在中選舉區時代時若不到有效票數/議員定數的20%時將沒收選舉保證金。其他選舉為10%。
例如：2016年參議院東京都選舉區應選6位，有效票6,223,544票，則需要172877票以上者方能當選。然而最低票當選者是其約三倍。

## 其他地方
各國都有對當選者門檻有類似的制度，如兩輪選舉制、獲得選民投票數門檻、甚至選舉門檻方能當選等。

## 其他
- 選舉門檻：代表通常由政黨提名的該名單要得到多少票數或比例方可得到席次。

## 相關項目
- 選舉保證金
- 投票制度
- 等額選舉
- 自動當選

## 註解
1. ↑  .   [2019-09-12]. （原始内容存档于2020-11-02）.